# Vz. 24 (винтовка)

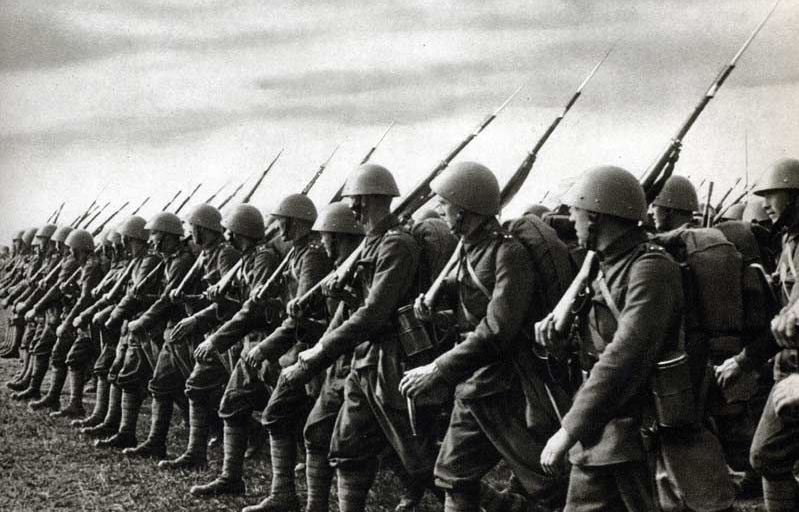
Солдаты Чехословацких вооружённых сил с Vz. 24

Винтовка Vz. 24 (чеш. Puška vz. 24) — чехословацкая магазинная винтовка с продольно-скользящим поворотным затвором. Ёмкость магазина — 5 патронов.
Производилась с 1924 года до конца 1944 года на оружейном заводе в городе Поважска-Бистрица.

## Описание
Конструктивно представляла собой модификацию немецкой магазинной винтовки Mauser 98. У винтовки был иной дизайн, она была короче и удобнее, чем Mauser 98.

## Страны-эксплуатанты
- Боливия
- Бразилия
- Венесуэла
- Гватемала

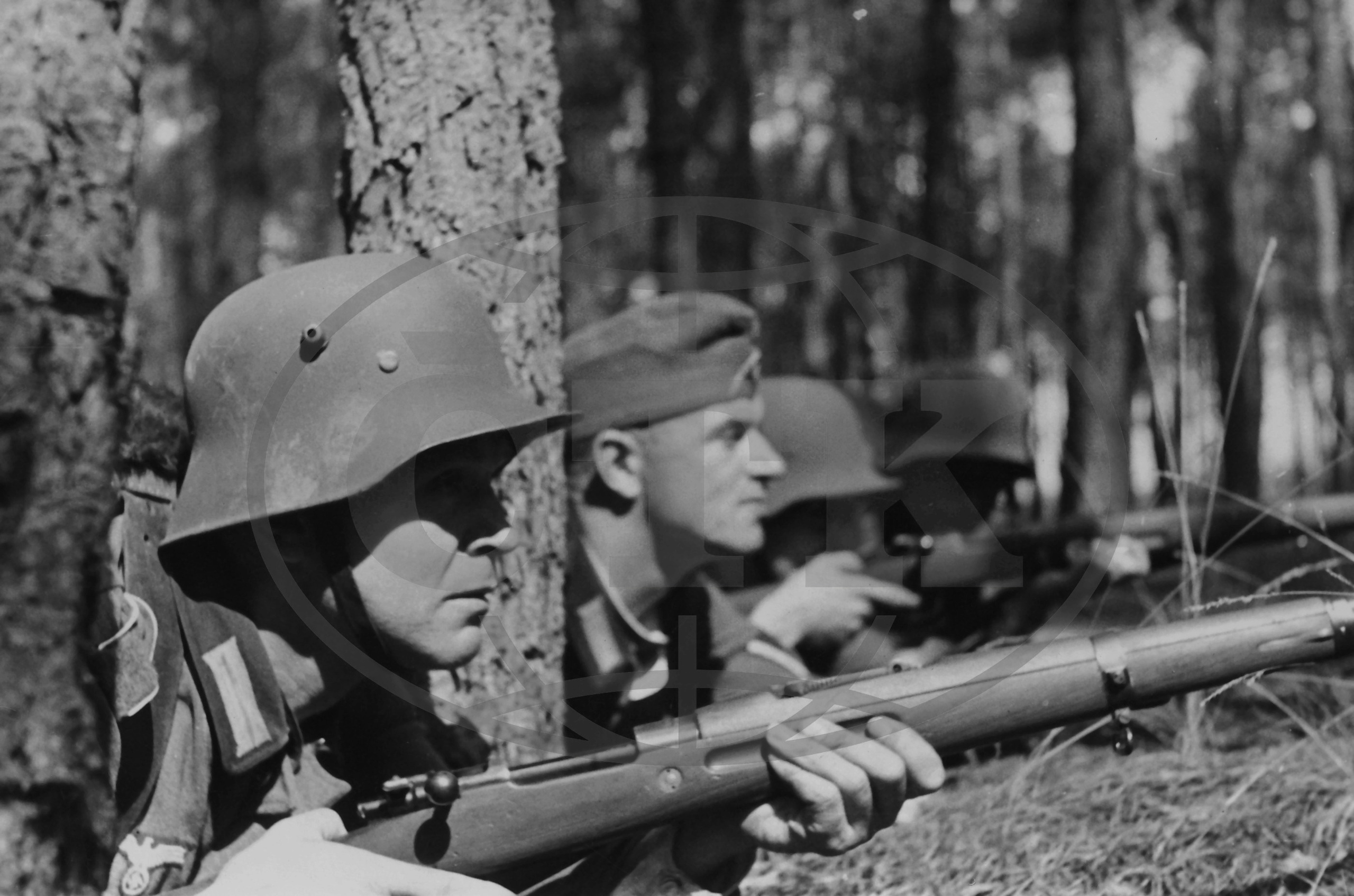
Винтовка vz 24 в вермахте

- нацистская Германия — первые винтовки оказались в распоряжении немцев после оккупации Судетской области в октябре 1938 года; после оккупации Чехословакии в марте 1939 года vz.24 была принята на вооружение под наименованием Gewehr 24(t). Поступала на вооружение полицейских частей[5] и вермахта
- Иран - закуплены в Чехословакии в 1930е годы, после присоединения Ирана к блоку СЕНТО 3 ноября 1955 года были предприняты усилия по стандартизации используемого оружия стран-участников блока СЕНТО с вооружением стран блока НАТО, в результате которых в начале 1960х годов vz.24 были сняты с вооружения и началась их распродажа[6] (однако некоторое количество этих винтовок оставалось на вооружении отдельных армейских подразделений даже в 1977 году)[7]
- Испания — 50 000 было поставлено для Испанской республики[8]
- Китай
- Китайская Республика
- Колумбия
- Латвия
- Литва
- Мексика
- Никарагуа — в 1937 году в Чехословакии было куплено 1 тыс. винтовок «vz.24» для Национальной гвардии[9]
- Парагвай
- Перу
- Польша - после оккупации 1 октября 1938 года Тешинской области польскими войсками в их распоряжении оказалось оружие государственных структур Чехословакии, 1 сентября 1939 года вместе с немецкими войсками Польшу атаковали войска Словакии, которые заняли 770 кв.км территории Польши (и после окончания боевых действий польское вооружение и военное имущество было изъято).
- Румыния — во время второй мировой войны именно 7,92-мм винтовка vz.24 чехословацкого производства являлась основной винтовкой румынской армии[10]
- Сальвадор — с 1924 по 1961 год на вооружении Национальной гвардии
- Словацкая республика
- Таиланд
- Турция
- Украина: после провозглашения независимости Украины, в распоряжении министерства обороны Украины оказались склады мобилизационного резерва, находившиеся на территории УССР, где хранилось трофейное оружие Великой Отечественной войны. По состоянию на 14 июля 2005 года, на хранении министерства обороны имелось 3500 шт. винтовок VZ-24[11]. 23 ноября 2005 года правительство Украины подписало соглашение с Агентством НАТО по материально-техническому обеспечению и снабжению (NAMSA), в соответствии с которым приняло на себя обязательства начать уничтожение избыточных запасов вооружения и боеприпасов в обмен на предоставление материально-финансовой помощи. Началась распродажа излишнего оружия[12]; по состоянию на 15 августа 2011 года на хранении министерства обороны оставалось 500 шт. VZ-24[13]
- Уругвай
- Чехословакия
- Эквадор
- Эстония
- Югославия
- Япония — трофейные винтовки